# Naochi
Naochi (en georgiano: ნაოჩი) o Nauach (en abjasio: Науач) es una aldea que pertenece a la parcialmente reconocida República de Abjasia, dentro del distrito de Ochamchire, aunque de iure es parte del municipio de Ochamchire de la República Autónoma de Abjasia de Georgia.

## Geografía
Naochi se encuentra a orillas del mar Negro, a 15 km de Ochamchire. Las aldea se administra desde el pueblo de Tamishi, a 1 km.  

## Historia
En 1930, se incluyó en la comunidad de Tamishi, antes de eso no se registró.